# Господар Кирбоя
«Господар Кирбоя» («Kõrboja peremees») — радянський художній фільм 1979 року, знятий режисером Лейдою Лайус на кіностудії «Талліннфільм».

## Сюжет
За романом естонського письменника, класика естонської літератури Антона Хансена Тамсааре (1878—1940) «Господар садиби Кирбоя». Фільм про драму двох молодих людей, про яких кажуть, що вони не такі, як усі. Спадкоємиця багатої садиби Анна та хлопець із хутора Віллу справді мають натури неспокійні, вони найменше схильні зважати на думку односельців або озиратися на родові традиції. Обидва в один день, хоч і порізно, з'являються у своїх сімейних гніздах: Анна — здобувши освіту в місті, а Віллу — відсидівши тюремний термін за вбивство у бійці. Причинами тривог Кирбоя стають — свавільна Анна збирається вийти заміж за безпутного хуторянина і зробити його господарем маєтку. Проте ліричним мріям спадкоємиці Кирбоя не судилося здійснитися… Фільм дубльований на кіностудії «Ленфільм».

## У ролях
- Кайє Міхкелсон — Анна, спадкоємиця Кирбоя
- Лембіт Петерсон — Віллу Катку
- Антс Ескола — Рейн Кирбоя
- Ело Тамул — Мадлі Кирбоя
- Оскар Лійганд — батько Віллу
- Майму Паюсаар-Терас — мати Віллу
- Леа Сілд — Ееві
- Іта Евер — мати Ееві
- Антс Таул — музикант
- Інге Окс — Анна у дитинстві
- Тину Петерсон — Віллу у дитинстві
- Петер Юргенс — Міку
- Айвар Томмінгас — Яан
- Тене Руубель — Леена
- Ааве Лаанойя — Лійза
- Волдемар Павел — господар Метстою
- Роберт Отт — господар Мядасоо
- Сулев Луйк — епізод
- Яан Сюльд — епізод
- Паул Лаасік — епізод
- Андрес Окс — суперник Віллу
- Рейн Вейнберг — епізод
- Атіс Кампе — кавалер
- Вяйно Лаєс — епізод
- Пауль Леомар — епізод
- Александер Мюллер — суперник Віллу
- Аго Роо — епізод
- Кюлліки Сальдре-Тоол — епізод
- Яак Таммеару — епізод

## Знімальна група
- Режисер — Лейда Лайус
- Сценаристи — Пауль Ерік Руммо, Лейда Лайус
- Оператор — Аго Руус
- Композитор — Лепо Сумера
- Художник — Лінда Вернік